# نادي تونديلا
نادي تونديلا الرياضي (بالبرتغالية: Clube Desportivo de Tondela) نادي كرة قدم برتغالي يلعب في الدوري البرتغالي الممتاز. تم تأسيس النادي عام 1933.

## روابط خارجية
- تونديلا
- CD Tondela